# Ecitoptera watkinsi
Ecitoptera watkinsi är en tvåvingeart som beskrevs av Ronald Henry Lambert Disney 1998. Ecitoptera watkinsi ingår i släktet Ecitoptera och familjen puckelflugor. Inga underarter finns listade i Catalogue of Life.